# Чжао Хуань
Чжао Хуань (кит. трад.: 趙桓; піньїнь: Zhào Huán), храмове ім'я Ціньцзун (спрощ.: 钦宗; кит. трад.: 欽宗; піньїнь: Qīnzōng; 23 травня 1100 — 14 червня 1161) — дев'ятий імператор династії Сун, останній правитель Північної Сун. Імператор Ціньцзун був старшим сином і очевидцем спадкоємця імператора Хуейцзун. Його мати була супругою імператора Хуейцзун, імператрицею Ван. 
У 1126 році, коли сили імперії Цзінь під проводом Юрченів вторглися в Імперію Сун, починаючи першу облогу Біньцзіна, перелякавшись, імператор Хуейцзун мав намір тікати, але його чиновники переконали спочатку зректися престолу, а потім тікати. Потім Хуейцзун зрікся престолу і передав свій трон імператору Цинцзуну, а потім прийняв титул Тайшанг Хуан ("Імператор у відставці") і втік у сільську місцевість

## Життєпис
Походив з імператорського роду Чжао. Був сином Чжао Цзі. Зійшов на трон 1126 року після зречення свого батька, якого вразили раптові атаки чжурчженів.
Новий імператор спробував організувати оборону північних земель та столиці — міста Кайфен, але йому забракло досвіду й підтримки з боку військовиків. Іншим фактором було те, що серед чиновників переважали вихідці з південних префектур. Вони не вважали за потрібне витрачати сили та кошти задля оборони півночі. Водночас він виявив себе нерішичум та довірливим. 1127 року, повіривши наклепам, зняв з посади талантовитого військовика Лі Гана, чим одразу скористались вороги. Зрештою чжурчжені 1127 року вдерлись до Китаю, розбили армію Сун, згодом раптово захопили Кайфен, а разом з тим колишнього імператора, Хуейцзуна, та чинного — Ціньцзуна.
1128 року Чжао Хуаня разом із батьком відрядили до столиці чжурчженів, міста Янцзінь, а 1130 року заслали на північ (сучасна провінція Хейлунцзян, північна Маньчжурія). Лише 1141 року колишньому імператору виділили наділ на території сучасної провінції Ганьсу й надали титул ґуна. Разом з тим він перебував у становищі заручника. Не маючи змоги вільно пересуватись, увесь час проводив в отриманому маєтку, де й помер 1161 року.

## Влада
Залишившись самостійно розібратися з вторгненням Цзінь,  імператор Циньцзун призначив генерала Лі Ган (李綱), щоб очолити військових Суна, щоб відбитися від загарбників. Однак імператор Циньцзун не був вирішальним лідером і часто виносив погані судження. Врешті-решт, він усунув Лі Ганга з його призначення в надії розпочати мирні переговори з імперією Цзінь і відправив свого молодшого брата Чжао Гоу на переговори, але його схопили і вимагали викуп. Це може сприяти рішенню імператора Гаозунга не врятувати Цінцьзун. Перша облога Бяньцзіна закінчилася після того, як Циньцзун подарував місто чжурчженам і платив їм щорічну данину. Імператор Хуейцзун повернувся, почувши, що облога закінчена.

## Причини другої облоги Бяньцзина
Незважаючи на це, майже як тільки армії Цзінь покинули Кайфен, імператор Ціньцзун відмовився від угоди і відправив дві армії, щоб відбити війська Чжурчжен, які атакують Тайвань, і зміцнити оборону Чжуншаня і Хецзяня. Армія з 90 000 солдатів та інша з 60 000 була розгромлена силами Цзінь до червня. Друга експедиція з порятунку Тайваня також була невдалою. Імператор Ціньцзун відхилив пропозицію про посилення північних кордонів, мотивуючи це тим, що вони ніколи не зможуть повернутися, і відправив своїх генералів до інших частин країни. Імператорський суд Цзінь направив до Сун двох послів. Два посли були дворянами з колишньої династії Ляо. Імператор Ціньцзун неправильно оцінив ситуацію і вважав, що їх можна використовувати для обернення проти правителя Цзінь, імператора Тайцзунга. Імператор Ціньцзун відправив закодований лист, запечатаний у воску свічок, запросивши їх приєднатися до Сун, щоб утворити союз Анті-Цзінь, але посли передали лист імператору Тайцзунгу і в помсту звинуватили імператора Ціньцзуна в порушенні мирного договору і направили ще більшу армію проти Сун.

## Захоплення
Оскільки Ціньцзун помилково вилучив армію для розміщення в різних частинах країни, сили Цзінь врешті-решт прорвали стіни столиці Сун, Біньцзінь, в 1127 році і окупували місто в історично відомій події як Цзінкангський інцидент ("Цзинканг" був ім'я імператора Цінцзун.) Імператор Ціньцзун разом зі своїм батьком імператором Хуейцзун та рештою їхньої родини потрапили в полон до сил Цзінь, що означало кінець Північної Сун. Брат Ціньцзуна Чжао Гоу зумів втекти до південного Китаю, де він відновив імперію як династію Південних Сун і став історично відомим як імператор Гаозун.

## Життя в династії Цзінь
20 березня 1127 року імператор Ціньцзун та його батько були понижені до статусу простолюдинів і 13 травня 1127 року депортовані до столицs Цзінь. У 1128 році двоє колишніх імператорів Сун були змушені одягнути траурні сукні та вшанувати предки імператорів Цзінь у їхньому родовому храмі . Крім того, правитель Юрчен, імператор Тайдзун, дав двом колишнім імператорам Сун зневажливі титули, щоб принизити їх: імператора Ціньцзуна називали "маркізом Чонхун" (重 昏 侯; буквально "Маркіз з подвійною головою"), а імператора Хуейцзуна - "герцогом Hunde "(昏 德 公; буквально" Герцог з каламутною головою ").
У 1141 р., Коли Імперія Цзінь нормалізувала відносини з (Південною) Імперією Сун, чжурчженці перейменували титул імператора Ціньцзуна в більш нейтрально звучачий "Герцог Тяньшуйський командуючий" (天水 郡公), який базується на командуванні, розташованому в верхів’я річки Вей. Через кілька місяців колишній імператор почав отримувати платню завдяки своєму дворянському статусу. Він прожив решту свого життя в полоні в імперії Цзінь, яка використовувала його як заручника для тиску на імперію Сун. У 1142 році імператор Гаозун підписав Шаосінський договір, який уклав мир з династією Цзінь. Це знищило шанс Цінцзуна повернутися. 
У 1156 році, в акті приниження, імператор Цзінь, який на той час був принцом Вітання, наказав йому та колишньому імператору Тяньцуо Ляо змагатися у матчі поло. Імператор Ціньцзун був слабким і кволим, і тому швидко впав з коня. Сам імператор Тяньцуо, незважаючи на те, що був дуже старим, був більш знайомий з верховою їздою, намагався врятуватися, але стрільці Чжурчжені обстрелили його до смерті.
Імператор Ціньцзун помер як хворий і розбитий чоловік у 1161 році, провівши дві третини свого життя в династії Цзінь . Йому виповнився 61 рік на момент смерті. Його назва храму означає "Шанований предок".

## Девіз правління
- Цзінкан (靖康) 1126—1127

## Сім'я
Імператриця Чжу( династія Чжу) - дружина (1102-1127)
- Чжао Чень - коронований принц (1117-1128)- перший син
- Принцеса Руджія (1121)

Дефеї (династія Чжу) - дружина (1110-1142)
- Чжао Цзінь ( 1127) - другий син
- Дочка (1130)

Кайрен, з клану Чжен (才 人 鄭氏), особисте ім'я Цинюнь 
- Чжао Сюнь (趙 訓 1129) - третій син

Кайрен, з клану Ді (才 人 狄 氏; 1114), особисте ім'я Югуй (玉輝) 
- Дочка (1129)